# Dayah Teungku (Peukan Baro)
Dayah Teungku is een bestuurslaag in het regentschap Pidie van de provincie Atjeh, Indonesië. Dayah Teungku telt 408 inwoners (volkstelling 2010).